# Navares de Ayuso
Navares de Ayuso település Spanyolországban, Segovia tartományban. Navares de Ayuso Navares de Enmedio, Encinas, Aldeonte, Barbolla és Urueñas községekkel határos. Lakosainak száma 53 fő (2024).

## Népesség
A település népessége az elmúlt években az alábbi módon változott:
| Lakosok száma | 86   | 73   | 61   | 60   | 53   | 60   | 51   | 53   | 50   | 53   |
|               | 2001 | 2004 | 2007 | 2009 | 2012 | 2014 | 2017 | 2019 | 2022 | 2024 |